# Garo (geslacht)
Garo is een monotypisch geslacht van straalvinnige vissen uit de familie van de stekelalen (Chaudhuriidae).

## Soort
- Garo khajuriai (Talwar, Yazdani & Kundu, 1977)